# Arnoldo Foà

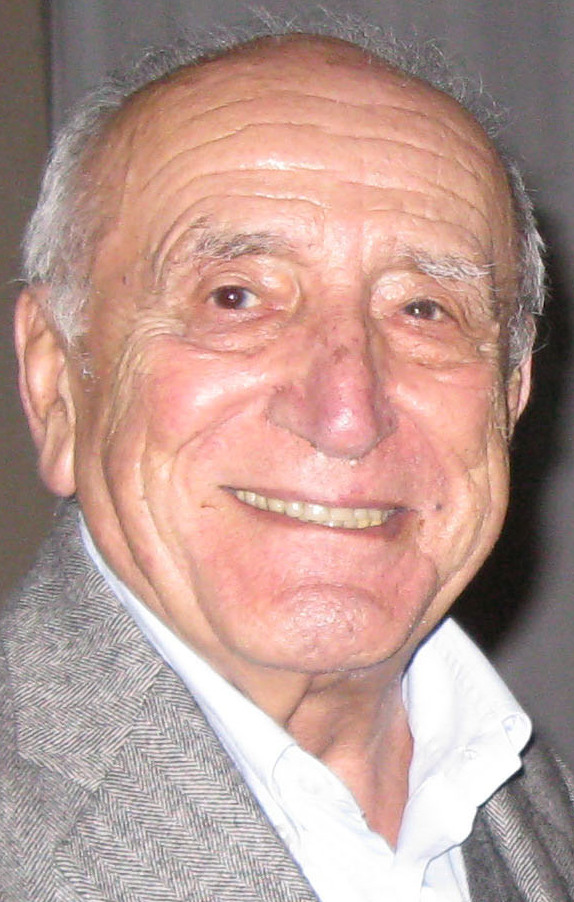
Arnoldo Foà.

Arnoldo Foà (Ferrara, Emilia-Romaña, 24 de enero de 1916-Roma, 11 de enero de 2014) fue un actor de cine y teatro italiano. Apareció en más de 130 películas desde 1938.

## Biografía
Foà completó su formación secundaria en Florencia, adonde se había trasladado con su familia, y estudió en la escuela de actuación de Rasi. Abandonó sus estudios de economía y a los 20 años se trasladó a Roma, donde asistió al Centro Sperimentale di Cinematografia. 
Foà murió en el 2014, 13 días antes de cumplir 98 años.